# 波克羅夫斯科耶區
52°36′44″N 36°52′05″E / 52.61222°N 36.86806°E
波克羅夫斯科耶區（俄语：Покровский район），是俄羅斯的一個區，位於該國西南部，由奧廖爾州負責管轄，面積1,411平方公里，2010年人口14,782，人口密度每平方公里10.48人。